# Cirsium aspinellum
Cirsium aspinellum là một loài thực vật có hoa trong họ Cúc. Loài này được Soják mô tả khoa học đầu tiên năm 1961.